# Ludvig Öhman
Ludvig Öhman (nacido el 9 de octubre de 1991) es un futbolista sueco. Juega como defensa y su equipo actual es el Vasalunds IF de la Primera División de Suecia.
Jugó para clubes como el Kalmar FF, Nagoya Grampus, AFC Eskilstuna y IF Brommapojkarna.

## Trayectoria

### Clubes
| Club              | País       | Año           |
| ----------------- | ---------- | ------------- |
| Kalmar FF         | Suecia     | 2010-2015     |
| Nagoya Grampus    | Japón      | 2016          |
| AFC Eskilstuna    | Suecia     | 2017          |
| IF Brommapojkarna | Suecia     | 2018          |
| Grimsby Town      | Inglaterra | 2019-2021     |
| Falkenbergs FF    | Suecia     | 2021          |
| Vasalunds IF      | Suecia     | 2022-presente |